# Rallye Sanremo 1972
Le Rallye Sanremo 1972 (14. Rallye San Remo), disputé du 22 au 25 octobre 1972, est la vingt-troisième manche du Championnat international des marques (IRC) courue depuis 1970 et la septième manche du Championnat international des marques 1972. L'épreuve compte également pour le championnat d'Italie des rallyes, ainsi que pour le championnat de France (avec coefficient 7).

## Contexte avant la course

### Le championnat international des rallyes pour marques
Alors que le championnat d'Europe des rallyes pour conducteurs fut créé en 1953, ce n'est que quinze ans plus tard, en 1968 qu'apparut le championnat d'Europe des rallyes pour marques (ERC), Ford devenant cette année-là le premier constructeur titré dans la discipline. En 1970, le championnat devint intercontinental et fut rebaptisé championnat international des rallyes pour marques (IRCM) en intégrant une épreuve africaine, le Safari, le Rallye du Maroc venant s'ajouter à son calendrier dès l'année suivante. Après l'annulation récente de la Coupe des Alpes, faute de participants, le calendrier 1972 ne comprend plus neuf manches (six en Europe, deux en Afrique et une en Amérique du Nord). Le barème d'attribution des points a été modifié cette année, correspondant à celui prévu pour le futur championnat du monde des rallyes qui sera mis en place en 1973. Les épreuves sont réservées aux catégories suivantes :
- Groupe 1 : voitures de tourisme de série
- Groupe 2 : voitures de tourisme spéciales
- Groupe 3 : voitures de grand tourisme de série
- Groupe 4 : voitures de grand tourisme spéciales

Régulièrement présente dans les épreuves internationales, la Scuderia Lancia est en passe de remporter son premier titre dans la discipline, l'équipe italienne s'étant imposée au Rallye Monte-Carlo et au Rallye du Maroc et ayant obtenu des places d'honneur en Suède et en Grèce. Grâce à ses victoires lors des deux dernières manches, Fiat conserve toutefois une petite chance de remporter le championnat. Victorieuse en 1971, Alpine-Renault, après un début de saison catastrophique dû au manque de fiabilité de ses boîtes de vitesses, a rapidement perdu tout espoir de conserver sa couronne.

### L'épreuve
Si les premières éditions du Rally dei Fiori (Rallye des Fleurs) eurent lieu à la fin des années 1920, ce n'est qu'à partir de 1961, sous la férule de Ghino Longo et du Professeur Specogna, que cette épreuve fut régulièrement organisée, sa notoriété supplantant alors celle du Rallye de Sestrières, disparu à l'aube des années 1960. Inscrite au calendrier du championnat d'Europe, elle fut rebaptisée Rallye Sanremo en 1968. En 1970 et 1971, ses organisateurs coopérèrent avec ceux du défunt Rallye de Sestrières et c'est sous le nom «Sanremo-Sestriere» qu'eut lieu le Rallye d'Italie, le parcours s'étendant aux Alpes. Des différends entre les deux organisations ont toutefois mis fin à toute collaboration entre les deux entités et, pour l'édition 1972, l'épreuve a repris l'appellation Rallye Sanremo, se recentrant sur la Riviera italienne et se déroulant désormais en automne.

## Le parcours
- départ : 22 octobre 1972 de San Remo
- arrivée : 25 octobre 1972 à San Remo

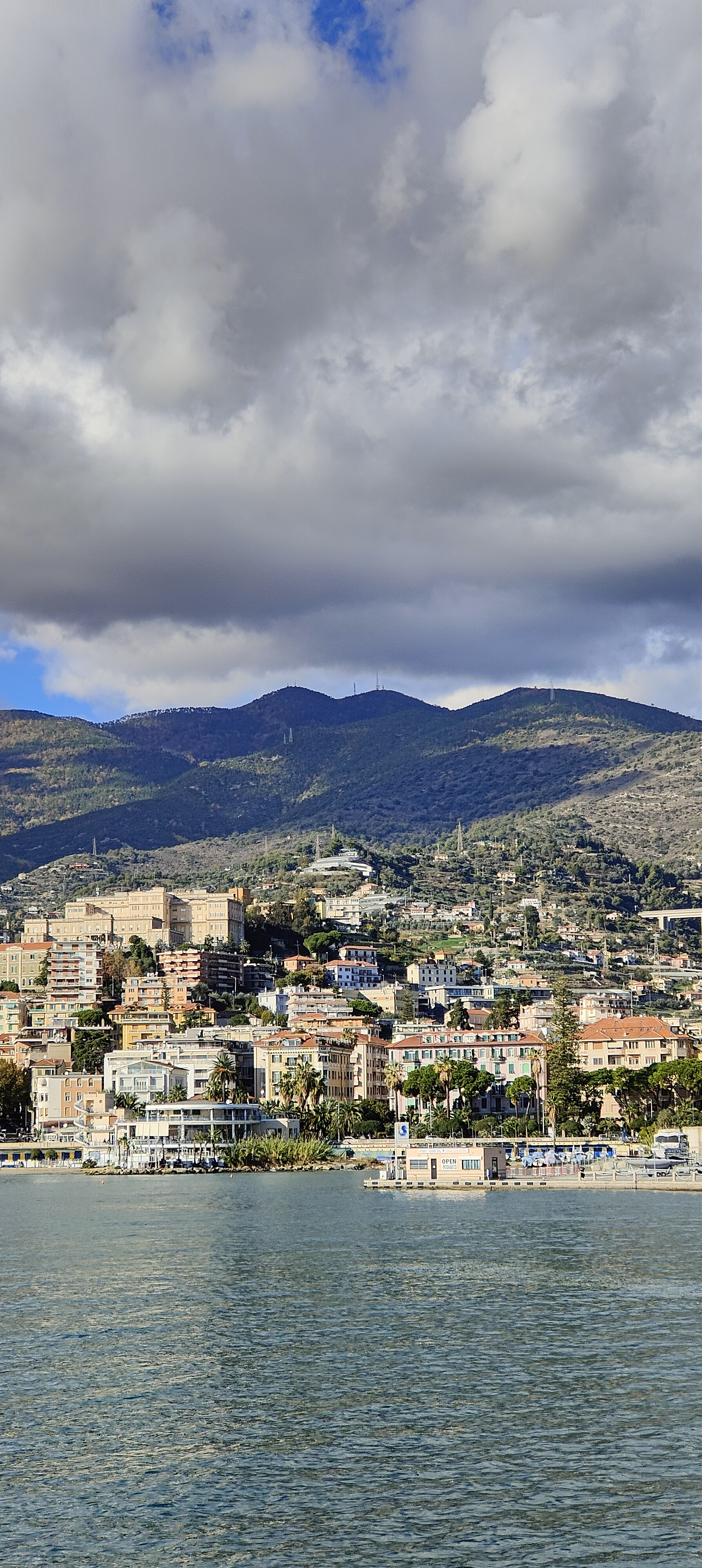
La ville de San Remo, en Ligurie.

- distance : 1 940 km dont 318 km sur 26 épreuves spéciales
- surface : asphalte et terre
- Parcours divisé en deux étapes[4]

- La législation italienne en vigueur interdisant les épreuves spéciales chronométrées, les organisateurs ont contourné la loi en imposant sur ces tronçons des temps impartis théoriquement impossibles à respecter. Les temps de référence sont basés sur une moyenne de 50 km/h[5].

### Première étape
- San Remo - Savone - San Remo, 1272 km, du 22 au 23 octobre
- 17 épreuves spéciales, 151 km

### Deuxième étape
- San Remo - Rezzo - San Remo, 668 km, du 24 au 25 octobre
- 9 épreuves spéciales, 167 km

Remarque : 
- La deuxième étape est considérée comme parcours complémentaire, aussi les équipages ayant terminé la première étape seront-ils classés, même en cas d'abandon par la suite[2].

## Les forces en présence
- Alpine

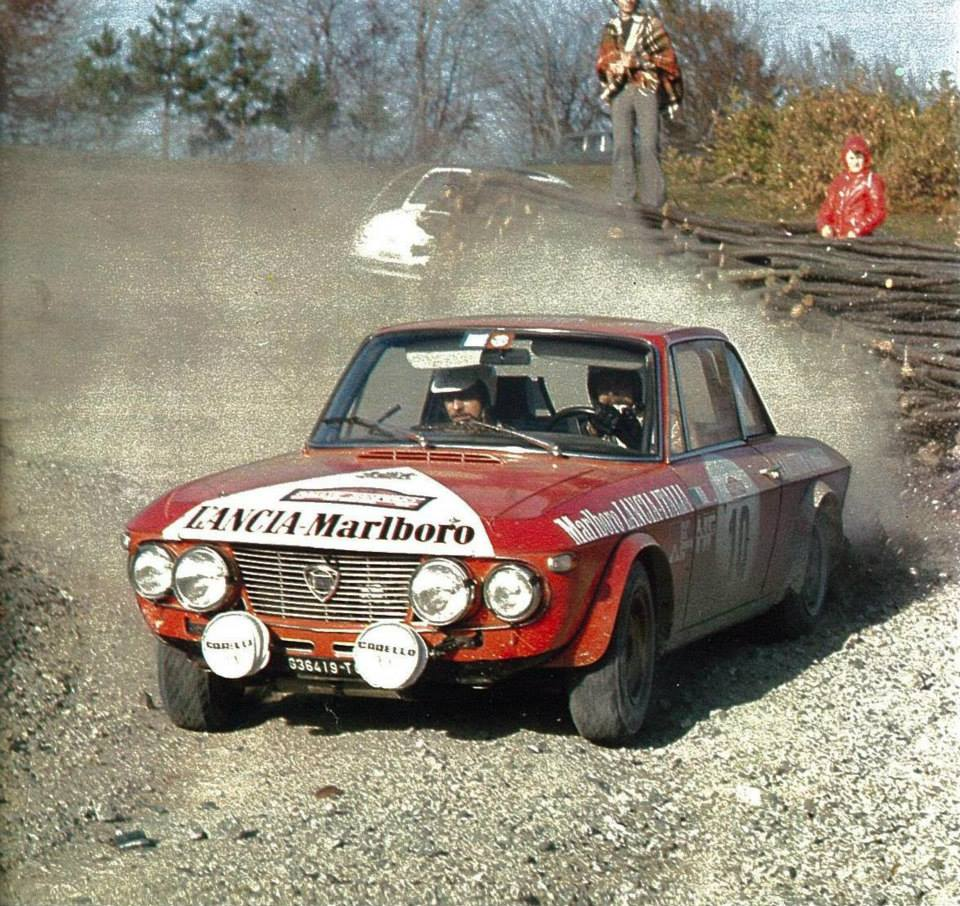
L'équipage Harry Källström/Gunnar Häggbom dispose d'une des six Lancia Fulvia HF officielles.

Le constructeur dieppois avait initialement engagé trois A110 1800 Groupe 4 pour Ove Andersson/Arne Hertz, Jean-Luc Thérier/Claude Roure et Bernard Darniche/Alain Mahé. Toutefois, la deuxième place de Darniche au dernier Rallye du Portugal lui a d'ores et déjà assuré le titre de champion de France ; n'ayant plu besoin d'inscrire des points supplémentaires, il a préféré s'affranchir du déplacement italien pour se consacrer à la préparation du Tour de Corse. Les deux berlinettes officielles présentes bénéficient de la dernière version 1,8 litre du moteur quatre cylindres. Disposé en porte-à-faux arrière, il est alimenté par deux carburateurs double-corps Weber et développe 170 chevaux. Les Alpine pèsent moins de 750 kg et se révèlent particulièrement agiles sur les routes très sinueuses. Elles sont chaussées de pneus Michelin.
- Fiat

Avec trente-deux Fiat au départ, la marque turinoise représente près de la moitié du plateau. L'écurie officielle a préparé cinq 124 Spider Groupe 4, confiées aux équipages Håkan Lindberg/Helmut Eisendle, Giulio Bisulli/Arturo Zanuccoli, Luciano Trombotto/Giuseppe Zanchetti, Maurizio Verini/Bruno Scabini et Alcide Paganelli/Ninni Russo. Dérivées de la versions décapotable, ces voitures à transmission classique sont dotées d'un toit rigide non amovible et pèsent 1000 kg. Leur moteur quatre cylindres de 1608 cm3, préparé chez Abarth, délivre plus de 150 chevaux. Elles utilisent des pneus Pirelli. Parmi les vingt-sept Fiat privées présentes, on ne compte pas moins de treize 125 S (trois Groupe 2 et dix Groupe 1), les plus en vue étant celles d'Alfredo Fagnola/Andrea Ulivi (sous les couleurs du Jolly Club) et de Luciano Corino/Pierangelo Rigo.
- Lancia

Jouant le titre des constructeurs, la Scuderia Lancia est présente en force, avec six Fulvia HF Groupe 4 "usine" ainsi que cinq autres privées (trois sous les couleurs du Jolly Club, deux sous celles de l'équipe Tre Gazzelle) bénéficiant de l'assistance de l'écurie officielle. Six autres équipages indépendants défendent les couleurs de la marque. Les six voitures aux couleurs Lancia-Marlboro sont aux mains de Amilcare Ballestrieri/Arnaldo Bernacchini, Simo Lampinen/Sölve Andreasson, Sandro Munari/Mario Mannucci, Harry Källström/Gunnar Häggbom, Sergio Barbasio/Piero Sodano et Jean Ragnotti/Jean-Pierre Rouget. Les Fulvia sont des tractions à moteur V4 de 1584 cm3. Les modèles Groupe 4 ont une puissance de 158 chevaux et pèsent 870 kg. Gianni Bossetti/«Tiziano» et Fausto Carello/Ciano Oberti (Tre Gazzelle) ainsi que Giacomo Pelganta/Mauro Mannini et Arnaldo Cavallari/Francesco Bascianelli (Jolly Club) se sont vu confier des modèles identiques ; également engagé par le Jolly Club, l'équipage Orlando Dall'Ava/Sergio Maiga dispose d'une Fulvia HF Groupe 3, d'une puissance de l'ordre de 120 chevaux. La voiture de Lampinen est la seule équipée d'un différentiel autobloquant BorgWarner, les autres yant un autobloquant ZF. Les Lancia  utilisent des pneus Pirelli. Douze autres voitures de la marque sont au départ, aux mains de pilotes privés.
- Opel

Face aux nombreuses Fiat 125 engagées en tourisme de série, la Kadett Rallye de Salvatore Brai/«Rudy» constitue la seule opposition valable. Ce coupé à transmission classique est motorisé par un quatre cylindres de 1 897 cm3, d'une puissance de l'ordre de 110 chevaux.

## Déroulement de la course

### Première étape

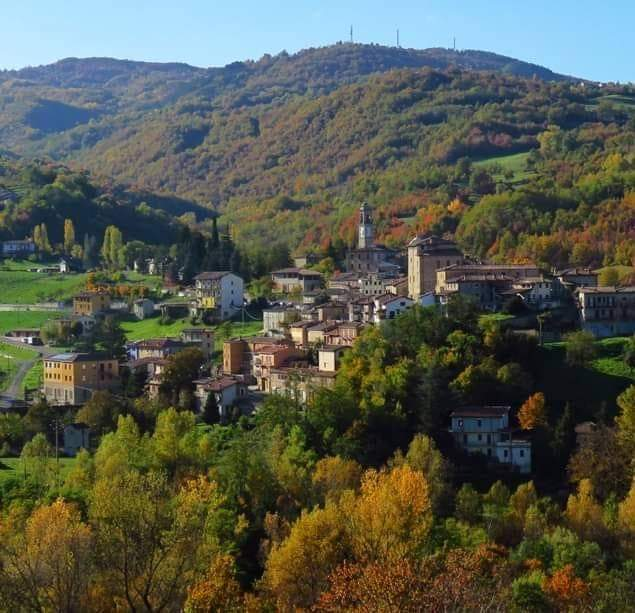
Romagnese, sur le parcours de la première étape.

Les soixante-neuf équipages s'élancent de San Remo le dimanche soir, à partir de vingt heures. Dès la première épreuve spéciale, les Alpine animent les débats, Ove Andersson se montrant le plus rapide devant Jean-Luc Thérier. Leur moyenne dépassant les cinquante kilomètres par heure, l'écart entre les deux coéquipiers n'est pas pris en compte et ils se retrouvent tous deux en tête du rallye, à égalité avec les Lancia d'Amilcare Ballestrieri et de Sandro Munari et la Fiat d'Alcide Paganelli. Une nouvelle fois le plus rapide dans le secteur suivant, Andersson s'installe au commandement avec une poignée de secondes d'avance sur le deuxième Alpine, talonnée par les meilleures voitures italiennes. Le pilote suédois domine de nouveau entre Mallare et Feglino, portant son avance à dix secondes sur Thérier et Ballestrieri, à égalité. Simo Lampinen a d'entrée de jeu perdu plusieurs minutes, la pompe à essence de sa Lancia ayant dû être remplacée. Håkan Lindberg a également connu une alerte, le volant lui étant resté dans les mains en plein virage. Le pilote Fiat a néanmoins réussi à regagner son assistance, mais a perdu de nombreuses places. Une boîte de vitesses cassée va mettre soudainement fin à la domination d'Andersson, Ballestrieri prenant alors la tête devant Thérier et Munari. La Lancia de Lampinen est toujours ralentie par des problèmes d'alimentation, qui seront finalement réglés par le nettoyage du filtre à essence. Le pilote finlandais n'ira cependant guère plus loin, une surchauffe du moteur provoquant l'éclatement du joint de culasse aux abords de Nibbiano. C'est maintenant Thérier qui mène la danse, le pilote normand ayant nettement haussé le rythme. À mi-étape, son avance sur Ballestrieri dépasse la minute, alors que Munari, qui a perdu un peu de temps dans le secteur de Romagnese, est légèrement distancé. Les écarts vont s'accentuer au cours de l'après-midi et de la soirée du lundi. Et c'est avec près de quatre minutes d'avance sur Munari et Ballestrieri que Thérier rallie le parc fermé de San Remo, au cœur de la nuit. Jouant le titre national, Sergio Barbasio occupe le quatrième rang, une minute derrière ses deux coéquipiers. Il précède les trois Fiat de Giulio Bisulli, Luciano Trombotto et Håkan Lindberg, ce dernier ayant été retardé par une importante fuite d'huile. Paganelli a perdu huit minutes à cause d'un problème de freins et a rétrogradé en dixième position, derrière les Lancia d'Harry Källström et de Jean Ragnotti, qui était sorti de la route en début de parcours et ouvert son train avant, qui avait dû être réparé avec les moyens du bord . Trente-cinq équipages restent encore en course.

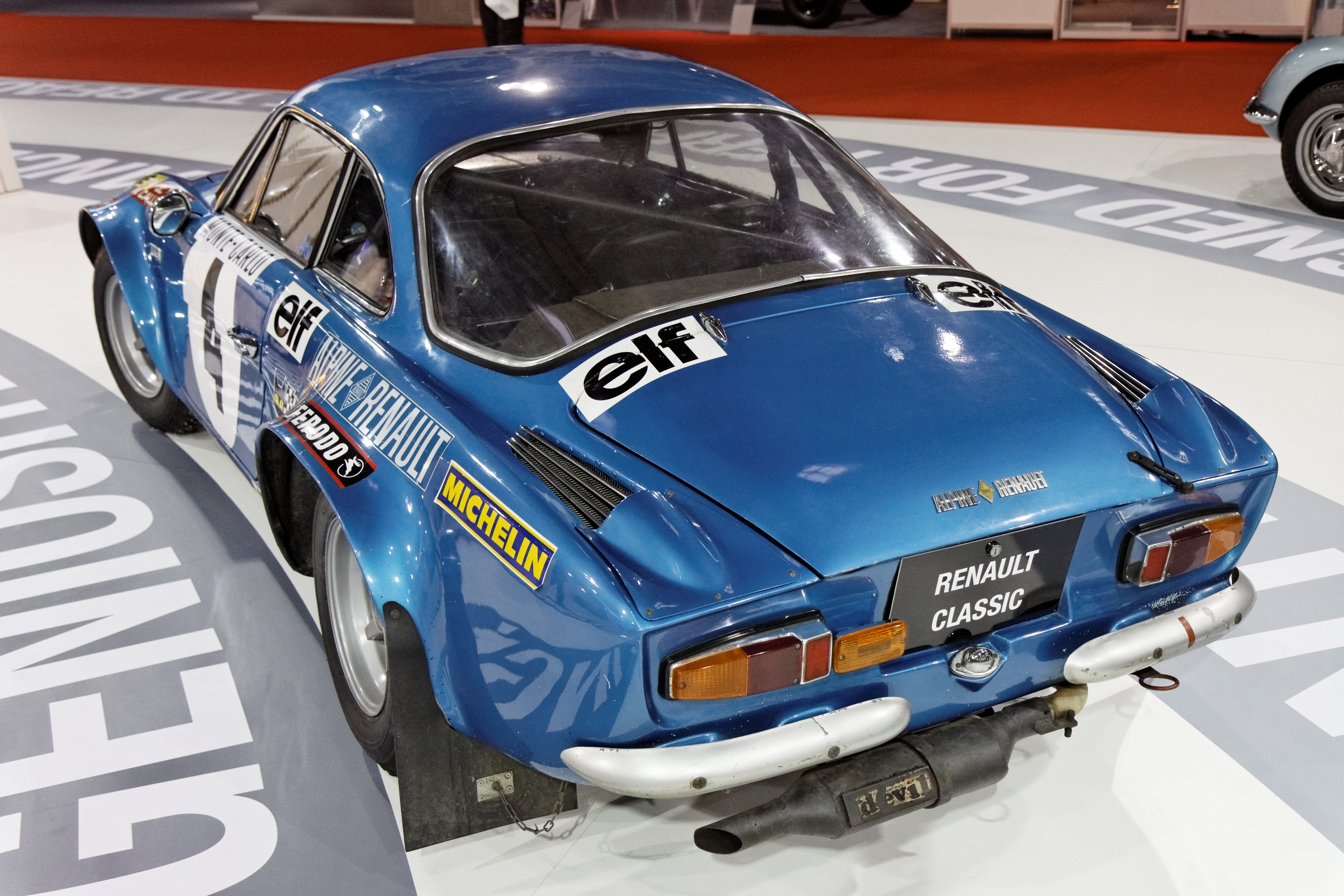
Une Alpine A110 1800 semblable à celle de Thérier, en tête à l'issue de la première étape.

| Pos. | Pilote                | Copilote            | Voiture                | Groupe | Temps       | Écart         |
| ---- | --------------------- | ------------------- | ---------------------- | ------ | ----------- | ------------- |
| 1    | Jean-Luc Thérier      | Claude Roure        | Alpine A110 1800       | 4      | 18 min 36 s |               |
| 2    | Sandro Munari         | Mario Mannucci      | Lancia Fulvia coupé HF | 4      | 22 min 32 s | + 3 min 56 s  |
| 3    | Amilcare Ballestrieri | Arnaldo Bernacchini | Lancia Fulvia coupé HF | 4      | 22 min 35 s | + 3 min 59 s  |
| 4    | Sergio Barbasio       | Piero Sodano        | Lancia Fulvia coupé HF | 4      | 23 min 39 s | + 5 min 03 s  |
| 5    | Giulio Bisulli        | Arturo Zanuccoli    | Fiat 124 Spider        | 4      | 25 min 08 s | + 6 min 32 s  |
| 6    | Luciano Trombotto     | Giuseppe Zanchetti  | Fiat 124 Spider        | 4      | 26 min 37 s | + 8 min 01 s  |
| 7    | Håkan Lindberg        | Helmut Eisendle     | Fiat 124 Spider        | 4      | 26 min 52 s | + 8 min 16 s  |
| 8    | Harry Källström       | Gunnar Häggbom      | Lancia Fulvia coupé HF | 4      | 28 min 14 s | + 9 min 38 s  |
| 9    | Jean Ragnotti         | Jean-Pierre Rouget  | Lancia Fulvia coupé HF | 4      | 30 min 39 s | + 12 min 03 s |
| 10   | Alcide Paganelli      | Ninni Russo         | Fiat 124 Spider        | 4      | 32 min 53 s | + 14 min 17 s |
|      | Salvatore Brai        | «Rudy»              | Opel Kadett Rallye     | 1      | 46 min 05 s | + 27 min 29 s |
|      | Cesare De Angelis     | Luigi Caielli       | Lancia Fulvia coupé HF | 3      | 50 min 27 s | + 31 min 51 s |

### Deuxième étape
Sur trente-cinq ayant rallié le parc fermé, seulement trente-et-un concurrents repartent de San Remo le mardi soir, après dix-huit heures de pause. En position de force, Thérier se contente désormais de contenir les assauts de ses adversaires. Après les deux premières épreuves chronométrées de la soirée, il conserve trois minutes et demie d'avance sur Ballestrieri, qui a repris la deuxième place à son coéquipier Munari. Mais peu avant Rezzo, la boîte de vitesses de l'Alpine refuse tout service et le pilote normand est contraint à l'abandon. Trois Lancia sont en tête, Ballestrieri devançant Munari et Barbasio. Bisulli est quatrième, alors que Lindberg a de nouveau été retardé par des problèmes de freins. Au cours de la nuit, la Scuderia Lancia perd Munari (différentiel cassé) et Källström (freins) mais reste en position de force, Ballestrieri contrôlant facilement la course devant Barbasio. Bisulli a perdu du terrain, permettant à Lindberg de remonter à la troisième place, devant Ragnotti. Ce dernier, qui se montrait de plus en plus performant au volant d'une voiture qu'il découvrait, va cependant renoncer dans le secteur de Buggio, un cardan ayant cédé. Ce sera le dernier évènement notable, l'épreuve s'achevant sur la victoire de Ballestrieri. La deuxième place de Barbasio lui assure le titre national. Le doublé Lancia permet à la marque italienne de consolider sa place en tête du championnat. Troisième grâce à Lindberg, Fiat conserve néanmoins une petite chance de remporter le titre. Seulement treize voitures ont atteint l'arrivée.

### Classements intermédiaires
Classements intermédiaires des pilotes après chaque épreuve spéciale.

### Classement général

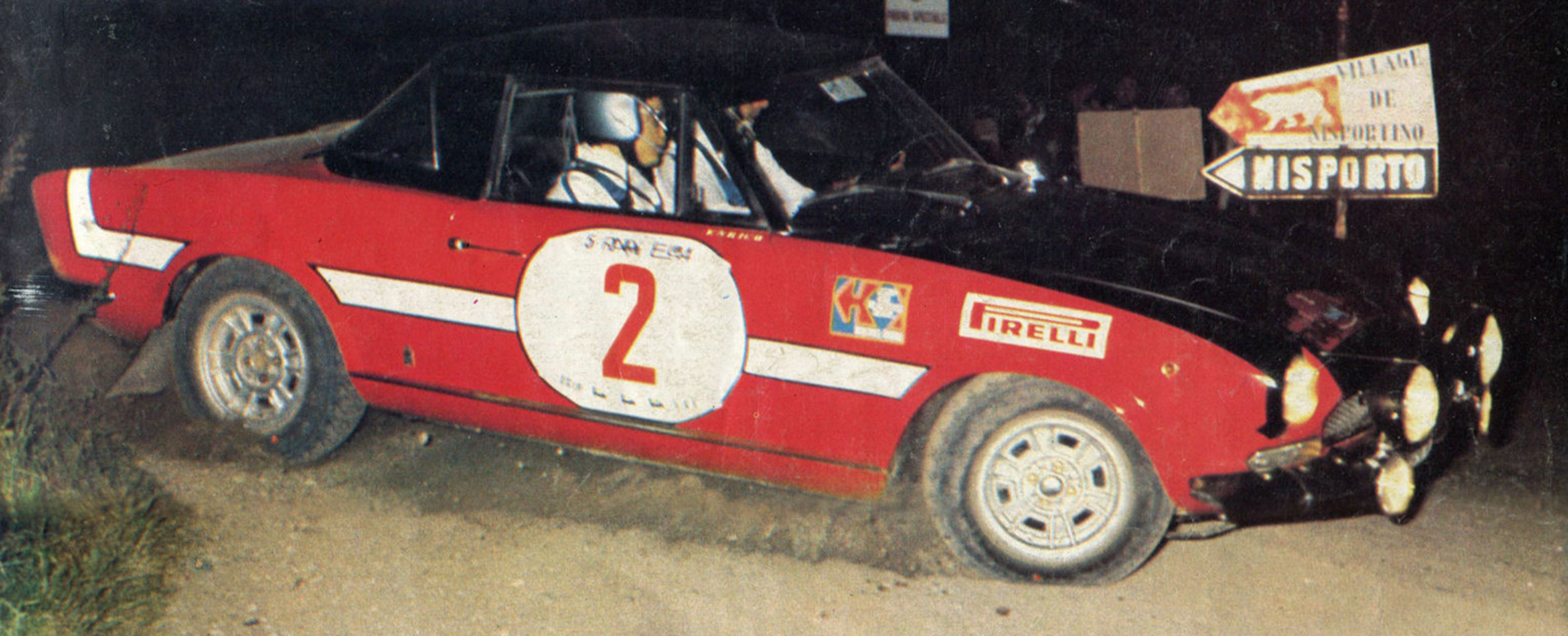
Les Fiat 124 Spider terminent groupées, aux troisième, quatrième et cinquième places.

| Pos | No | Pilote                | Copilote            | Voiture                | Temps           | Écart             | Groupe |
| --- | -- | --------------------- | ------------------- | ---------------------- | --------------- | ----------------- | ------ |
| 1   | 2  | Amilcare Ballestrieri | Arnaldo Bernacchini | Lancia Fulvia coupé HF | 45 min 09 s     |                   | 4      |
| 2   | 12 | Sergio Barbasio       | Piero Sodano        | Lancia Fulvia coupé HF | 48 min 51 s     | + 3 min 42 s      | 4      |
| 3   | 3  | Håkan Lindberg        | Helmut Eisendle     | Fiat 124 Spider        | 58 min 25 s     | + 13 min 16 s     | 4      |
| 4   | 6  | Giulio Bisulli        | Arturo Zanuccoli    | Fiat 124 Spider        | 1 h 00 min 13 s | + 15 min 04 s     | 4      |
| 5   | 9  | Luciano Trombotto     | Giuseppe Zanchetti  | Fiat 124 Spider        | 1 h 00 min 25 s | + 15 min 16 s     | 4      |
| 6   | 20 | Gianni Bossetti       | «Tiziano»           | Lancia Fulvia coupé HF | 1 h 30 min 27 s | + 45 min 18 s     | 4      |
| 7   | 18 | Giacomo Pelganta      | Mauro Mannini       | Lancia Fulvia coupé HF | 1 h 48 min 25 s | + 1 h 03 min 16 s | 4      |
| 8   | 30 | Alfredo Fagnola       | Andrea Ulivi        | Fiat 125 S             | 1 h 49 min 03 s | + 1 h 03 min 54 s | 1      |
| 9   | 41 | Luciano Corino        | Pierangelo Rigo     | Fiat 125 S             | 1 h 54 min 45 s | + 1 h 09 min 36 s | 1      |
| 10  | 24 | Salvatore Brai        | «Rudy»              | Opel Kadett Rallye     | 1 h 55 min 28 s | + 1 h 10 min 19 s | 1      |

### Équipages de tête
- ES1 à ES3 :  Ove Andersson -  Arne Hertz (Alpine A110 1600 S)
- ES4 à ES5 :  Amilcare Ballestrieri -  Arnaldo Bernacchini (Lancia Fulvia coupé HF)
- ES6 à ES19 :  Jean-Luc Thérier -  Claude Roure (Alpine A110 1600 S)
- ES20 à ES26 :  Amilcare Ballestrieri -  Arnaldo Bernacchini (Lancia Fulvia coupé HF)

### Vainqueurs d'épreuves spéciales
- Jean-Luc Thérier -  Claude Roure (Alpine A110 1800) : 7 spéciales (ES 7 à 10, 12, 15, 17)
- Amilcare Ballestrieri -  Arnaldo Bernacchini (Lancia Fulvia coupé HF) : 6 spéciales (ES 5, 18 à 21, 23)
- Ove Andersson -  Arne Hertz (Alpine A110 1800) : 3 spéciales (ES 1 à 3)
- Giulio Bisulli -  Arturo Zanuccoli (Fiat 124 Spider) : 3 spéciales (ES 24 à 26)
- Harry Källström -  Gunnar Häggbom (Lancia Fulvia coupé HF) : 2 spéciales (ES 14, 16)
- Sergio Barbasio -  Piero Sodano (Lancia Fulvia coupé HF) : 2 spéciales (ES 4, 22)
- Alcide Paganelli -  Ninni Russo (Fiat 124 Spider) : 1 spéciale (ES 6)
- Sandro Munari -  Mario Mannucci (Lancia Fulvia coupé HF) : 1 spéciale (ES 11)
- Håkan Lindberg -  Helmut Eisendle (Fiat 124 Spider) : 1 spéciale (ES 13)

## Résultats des principaux engagés
| No | Pilote                | Copilote              | Voiture                | Groupe | Classement général                           | Class. groupe | Commentaire |
| -- | --------------------- | --------------------- | ---------------------- | ------ | -------------------------------------------- | ------------- | ----------- |
| 1  | Ove Andersson         | Arne Hertz            | Alpine A110 1800       | 4      | ab. dans la 4e spéciale (boîte de vitesses)  | -             |             |
| 2  | Amilcare Ballestrieri | Arnaldo Bernacchini   | Lancia Fulvia coupé HF | 4      | 1er                                          | 1er           |             |
| 3  | Håkan Lindberg        | Helmut Eisendle       | Fiat 124 Spider        | 4      | 3e à 13 min 16 s                             | 3e            |             |
| 4  | Jean-Luc Thérier      | Claude Roure          | Alpine A110 1800       | 4      | ab. dans la 20e spéciale (boîte de vitesses) | 8e            | classé 14e  |
| 5  | Simo Lampinen         | Sölve Andreasson      | Lancia Fulvia coupé HF | 4      | ab. après la 8e spéciale (joint de culasse)  | -             |             |
| 6  | Giulio Bisulli        | Arturo Zanuccoli      | Fiat 124 Spider        | 4      | 4e à 15 min 04 s                             | 4e            |             |
| 7  | Bernard Darniche      | Alain Mahé            | Alpine A110 1800       | 4      | Forfait                                      |               |             |
| 8  | Sandro Munari         | Mario Mannucci        | Lancia Fulvia coupé HF | 4      | ab. dans la 22e spéciale (différentiel)      | 9e            | classé 15e  |
| 9  | Luciano Trombotto     | Giuseppe Zanchetti    | Fiat 124 Spider        | 4      | 5e à 15 min 16 s                             | 5e            |             |
| 10 | Harry Källström       | Gunnar Häggbom        | Lancia Fulvia coupé HF | 4      | ab. dans la 22e spéciale (freins)            | 10e           | classé 16e  |
| 11 | Maurizio Verini       | Bruno Scabini         | Fiat 124 Spider        | 4      | ab. dans la 1re étape (sortie de route)      | -             |             |
| 12 | Sergio Barbasio       | Piero Sodano          | Lancia Fulvia coupé HF | 4      | 2e à 3 min 42 s                              | 2e            |             |
| 14 | Alcide Paganelli      | Ninni Russo           | Fiat 124 Spider        | 4      | ab. dans la 19e spéciale (boîte de vitesses) | 12e           | classé 18e  |
| 15 | Jean Ragnotti         | Jean-Pierre Rouget    | Lancia Fulvia coupé HF | 4      | ab. dans la 23e spéciale (cardan cassé)      | 11e           | classé 17e  |
| 18 | Giacomo Pelganta      | Mauro Mannini         | Lancia Fulvia coupé HF | 4      | 7e à 1 h 03 min 16 s                         | 7e            |             |
| 19 | Arnaldo Cavallari     | Francesco Bascianelli | Lancia Fulvia coupé HF | 4      | ab. dans la 1re étape (pression d'huile)     | -             |             |
| 20 | Gianni Bossetti       | «Tiziano»             | Lancia Fulvia coupé HF | 4      | 6e à 45 min 18 s                             | 6e            |             |
| 21 | Fausto Carello        | Ciano Oberti          | Lancia Fulvia coupé HF | 4      | ab. dans la 1re étape                        | -             |             |
| 22 | Orlando Dall'Ava      | Sergio Maiga          | Lancia Fulvia coupé HF | 3      | ab. dans la 20e spéciale (direction)         | 4e            | classé 21e  |
| 24 | Salvatore Brai        | «Rudy»                | Opel Kadett Rallye     | 1      | 10e à 1 h 10 min 19 s                        | 3e            |             |
| 29 | Renzo Bovati          | Stefano Silvano       | Lancia Fulvia coupé HF | 3      | 11e à 2 h 17 min 06 s                        | 1er           |             |
| 30 | Alfredo Fagnola       | Andrea Ulivi          | Fiat 125 S             | 1      | 8e à 1 h 03 min 54 s                         | 1er           |             |
| 33 | Cesare De Angelis     | Luigi Caielli         | Lancia Fulvia coupé HF | 3      | ab. dans la 18e spéciale (moteur)            | 2e            | classé 19e  |
| 34 | Bruno Ferraris        | Alessandro Brusati    | Lancia Fulvia coupé HF | 3      | ab. dans la 18e spéciale (alternateur)       | 3e            | classé 20e  |
| 41 | Luciano Corino        | Pierangelo Rigo       | Fiat 125 S             | 1      | 9e à 1 h 09 min 36 s                         | 2e            |             |

## Classement du championnat à l'issue de la course
- attribution des points : 20, 15, 12, 10, 8, 6, 4, 3, 2, 1 respectivement aux dix premières marques de chaque épreuve (sans cumul, seule la voiture la mieux classée de chaque constructeur marque des points)[6].
- sur dix épreuves qualificatives prévues pour le championnat international des marques 1972, neuf ont été maintenues au calendrier : devant se dérouler du 19 au 24 juin, la 32e édition de la Coupe des Alpes a été annulée, faute d'un nombre suffisant de participants[7].

| Pos. | Marque         | Points | M-C | SUE | SAF | MAR | ACR | AUT | SAN | PRE | RAC |
| ---- | -------------- | ------ | --- | --- | --- | --- | --- | --- | --- | --- | --- |
| 1    | Lancia         | 87     | 20  | 12  | -   | 20  | 15  | -   | 20  |     |     |
| 2    | Fiat           | 55     | 3   | -   | -   | -   | 20  | 20  | 12  |     |     |
| 3    | Porsche        | 53     | 15  | 15  | 15  | -   | -   | 8   | -   |     |     |
| 4    | Saab           | 32     | -   | 20  | -   | -   | -   | 12  | -   |     |     |
| 5    | Ford           | 28     | 8   | -   | 20  | -   | -   | -   | -   |     |     |
| 6    | Datsun         | 26     | 12  | -   | 8   | -   | 6   | -   | -   |     |     |
| 7    | BMW            | 22     | -   | 6   | -   | -   | 12  | 4   | -   |     |     |
| 8    | Opel           | 21     | 2   | 10  | -   | -   | 2   | 6   | 1   |     |     |
| 9    | Citroën        | 15     | -   | -   | -   | 15  | -   | -   | -   |     |     |
| 9=   | Volkswagen     | 15     | -   | -   | -   | -   | -   | 15  | -   |     |     |
| 11   | Peugeot        | 12     | -   | -   | 4   | 8   | -   | -   | -   |     |     |
| 12   | Renault        | 10     | -   | -   | -   | 10  | -   | -   | -   |     |     |
| 13   | Alpine-Renault | 7      | 4   | -   | -   | -   | 3   | -   | -   |     |     |
| 14   | Alfa Romeo     | 3      | -   | -   | -   | -   | -   | 3   | -   |     |     |